# John Mauceri
John Mauceri né le 12 septembre 1945 à New York est un chef d'orchestre américain.

## Carrière
Il fait ses études à l'université Yale et devient directeur musical du Yale Symphony Orchestra. Il débute en 1976 au Metropolitan Opera dans Fidelio de Beethoven. Entre 1977 et 1982 il dirige au New York City Opera et à l'Opéra national de Washington (en). Il dirige l'American Symphony Orchestra puis devient en 1987 directeur musical du Scottish Opera de Glasgow. Il dirige l'Orchestre du Hollywood Bowl de sa création en 1991 jusqu'à 2006.

## Source
- Alain Paris, Dictionnaire des interprètes, Bouquins/Laffont, p.603